# Muralha de Adriano

Traçado da Muralha de Adriano.

A Muralha de Adriano (em latim: Vallum Aelium) é uma fortificação construída principalmente em pedra e madeira, no norte da Inglaterra, aproximadamente na atual fronteira com a Escócia. Foi assim denominada em homenagem ao imperador romano Públio Élio Trajano Adriano, que ordenou a sua construção. É a primeira de duas fortificações construídas na Grã-Bretanha, a segunda sendo a Muralha de Antonino, menos conhecida, porque seus vestígios são menos evidentes hoje.
Iniciada em 122 e concluída em 126, constitui-se na mais extensa estrutura deste tipo construída na história do Império Romano.

## Antecedentes

Mapa do Império Romano em 117, durante o reinado de Trajano r., antecessor de Adriano.

O Império Romano encontrava-se em expansão no século II, com as novas conquistas de Trajano e anexações das províncias da Dácia e da Mesopotâmia, mas começavam a surgir indícios da crise. Logo o imperador Adriano (que governou entre 117 e 138) compreendeu que manter a expansão em todas as direções do Império era inviável. Conhecendo as ameaças na fronteira da Britânia, optou por manter o que já havia sido conquistado. Assim, determinou que se iniciasse a construção de uma muralha, estrutura defensiva com a função de prevenir as surtidas militares das tribos que habitavam a Escócia - os Pictos e os Escotos (denominados de Caledônios pelos romanos) -, e assinalar o limite ocidental dos domínios do Império.
Para o historiador André Luiz Leme, o maior problema na política exterior desta época estaria na contradição de uma expansão imperialista constante versus a manutenção e consolidação do império dentro do limes. Isso explicaria o motivo de Adriano adotar uma política mais defensiva e tentar reorganizar seu território.
Estudiosos também discordam sobre o quanto era uma ameaça real a terra pouco povoada do norte da Britânia (Escócia), e se houve qualquer vantagem econômica na defesa e guarnecimento de uma linha fixa defensiva como a muralha, em vez da conquista e anexação do território. Segundo o historiador grego Apiano, a Britânia teve muito pouca relevância econômica para o Império. Outra explicação possível para a construção da muralha é o grau de controle que ela teria fornecido sobre a imigração e o contrabando. Com torres de vigia apenas a uma curta distância patrulhando legionários, Roma teria sido capaz de manter o controle da entrada e saída de nativos e cidadãos romanos, além de cobrar taxas alfandegárias e verificar as atividades de contrabando.
Outro ponto de vista é que a muralha separava simbolicamente o mundo civilizado (romano) do mundo "bárbaro", demonstrando assim a soberania e o poder romano.

## Construção

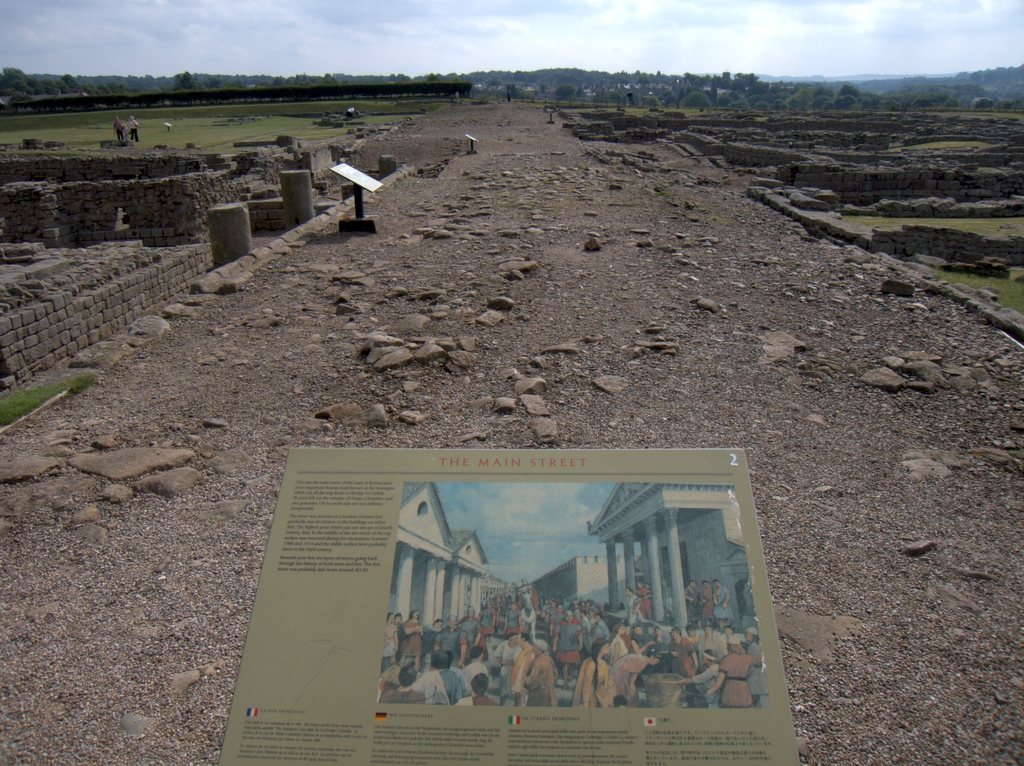
Fortificação romana e a cidade em Corstopito vista ao longo de Stanegate.

Originalmente a muralha de Adriano se estendia por cerca de 80 milhas romanas, equivalentes a 73,5 milhas (cerca de 118 quilômetros), desde o rio Tyne até ao Oeste da Cúmbria. A construção foi feita pelos próprios soldados das legiões romanas: cada "centúria" era obrigada a levantar a sua parte da muralha.
A muralha foi erguida sobre a terra, em aparelho maciço de pedra e turfa, com 4,5 metros de altura por 2,5 metros de largura. O seu topo era percorrido por uma estrada de 1 metro de largura, com o fim de facilitar as comunicações e os transportes. A cada distância determinada havia uma torre de observação, e a cada distância maior existiam quartéis para as tropas de guarnição, tal como no modelo sistemático que os romanos consolidaram para as suas fronteiras.
Muitas estradas e fortificações, que em diversos casos se tornaram cidades, foram construídas baseadas na rota desta muralha, acentuando a importância da muralha e beneficiando o contato entre diversos pontos do território.

## Preservação

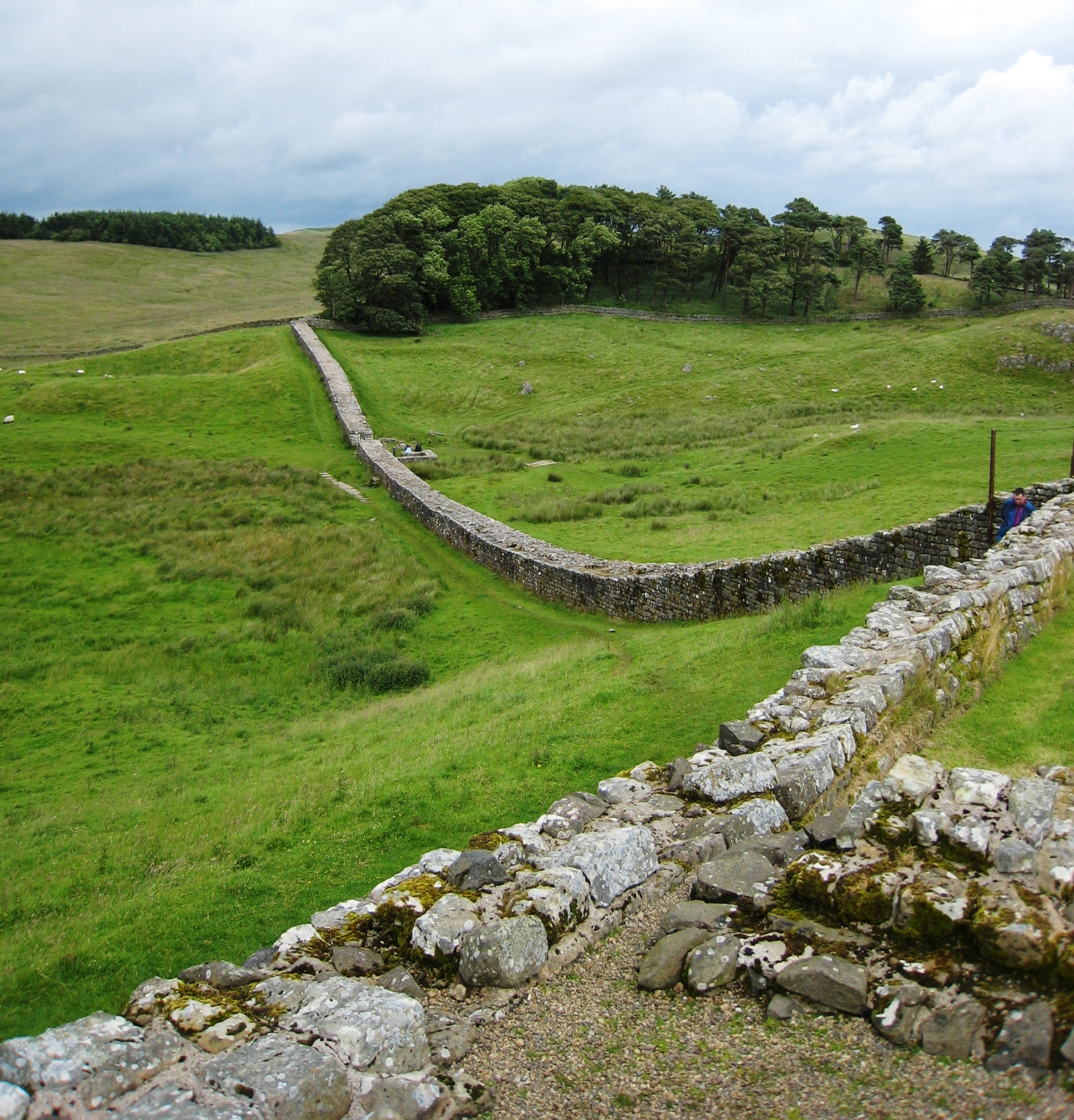
Parte da Muralha de Adriano de Housesteads mostrando o Knag Burn Gateway no vale.

Após a morte de Adriano, no ano de 138, o novo imperador, Antonino Pio, abandonou a muralha, deixando-a em um papel de apoio, e começou a construir uma nova muralha chamada de Muralha de Antonino, cerca de 160 km (99 milhas) ao norte, mais fortificada do que a anterior. Antonino não foi capaz de conquistar as tribos do norte. Então, seu sucessor Marco Aurélio abandonou a Muralha de Antonino e reocupou a Muralha de Adriano como a principal barreira defensiva, em 164. A muralha permaneceu ocupada por tropas romanas até que estas se retiraram da Grã-Bretanha no início do século V.
No início do século V, com as invasões bárbaras, o declínio econômico e os golpes militares, os romanos perderam o domínio na Grã-Bretanha. Com o tempo a muralha foi abandonada e caiu em ruínas. Ao longo dos séculos, suas pedras e outros materiais foram reutilizados em outros edifícios próximos.

### História posterior
Grande parte da muralha desapareceu. As seções ao longo dela foram usadas para a construção de estradas no século XVIII. A preservação de muito do que resta pode ser creditado a John Clayton, um advogado que se tornou secretário municipal de Newcastle em 1830. Após uma visita a Chesters (o forte romano de Cliturno), ele se interessou pela magnitude e história da construção e resolveu preservá-la. Para evitar que os agricultores da região tomassem as pedras da muralha, começou a comprar alguns dos terrenos em que partes da muralha ainda estavam de pé.
Em 1834, adquiriu a propriedade em torno de Steel Rigg. Após algum tempo, passou a ter controle das terras de Brunton até Cawfields, trecho que inclui os sítios de Chesters, Carrawburgh, Housesteads e Vindolanda. Clayton começou os trabalhos de escavação no forte em Cliturnum e em Housesteads. Com a posse de diversas fazendas, conseguiu melhorar a terra e o gado, e com o fluxo de caixa ampliado, investiu em trabalhos de restauração.
Operários trabalharam para restaurar partes dos muros. O melhor exemplo do Muro de Clayton está em Housesteads. Após a morte de Clayton, a propriedade ficou para seus parentes e logo foi perdida, devido a dívidas de jogo. Por fim, o "National Trust" da Inglaterra começou o processo de aquisição do terreno.

### Patrimônio Mundial
Em 1987, a Muralha de Adriano foi declarada como Patrimônio Mundial pela UNESCO. O English Heritage declarou que a considera o monumento mais importante construído pelos romanos na Britânia ("the most important monument built by the Romans in Britain").

### Turismo
A partir da declaração da UNESCO, as regiões onde há resquícios da muralha investiram no turismo. Diversos websites ingleses contam parte da história da muralha e explicam as melhores opções para se visitar o monumento. Parte do passeio pode ser feita caminhando ao longo do Hadrian's Wall Path ("Caminho da Muralha de Adriano").

## Fortes
- Segeduno
- Newcastle upon Tyne
- Vindolanda

## Galeria de imagens

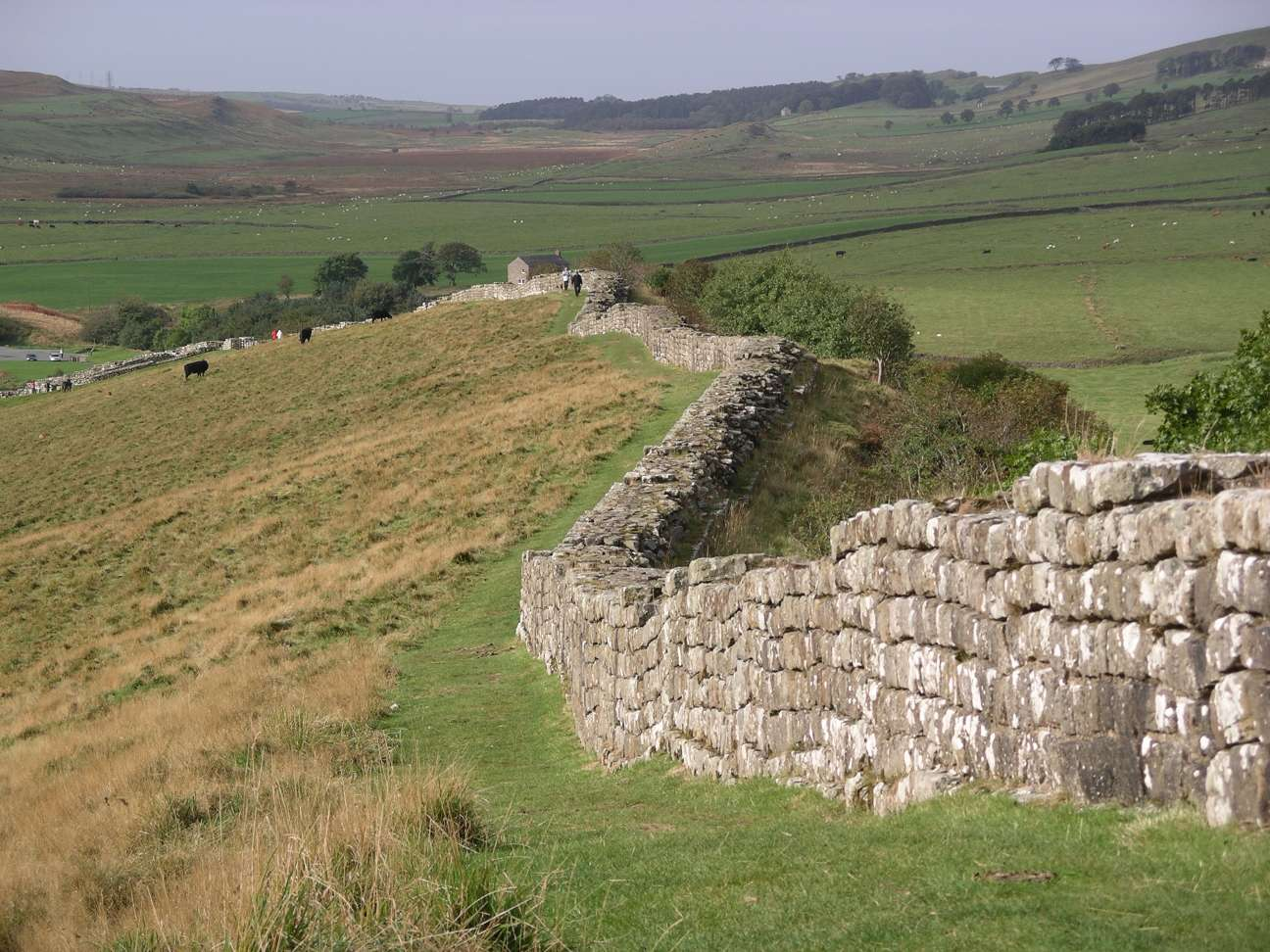
Seções da Muralha de Adriano ao longo da rota. Parte da construção foi desmantelada para ser reutilizada em outros projetos.
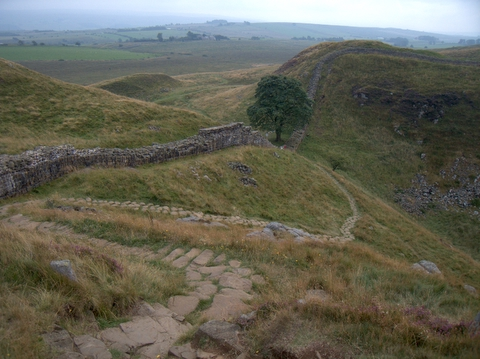
Sycamore Gap (the "Robin Hood Tree")
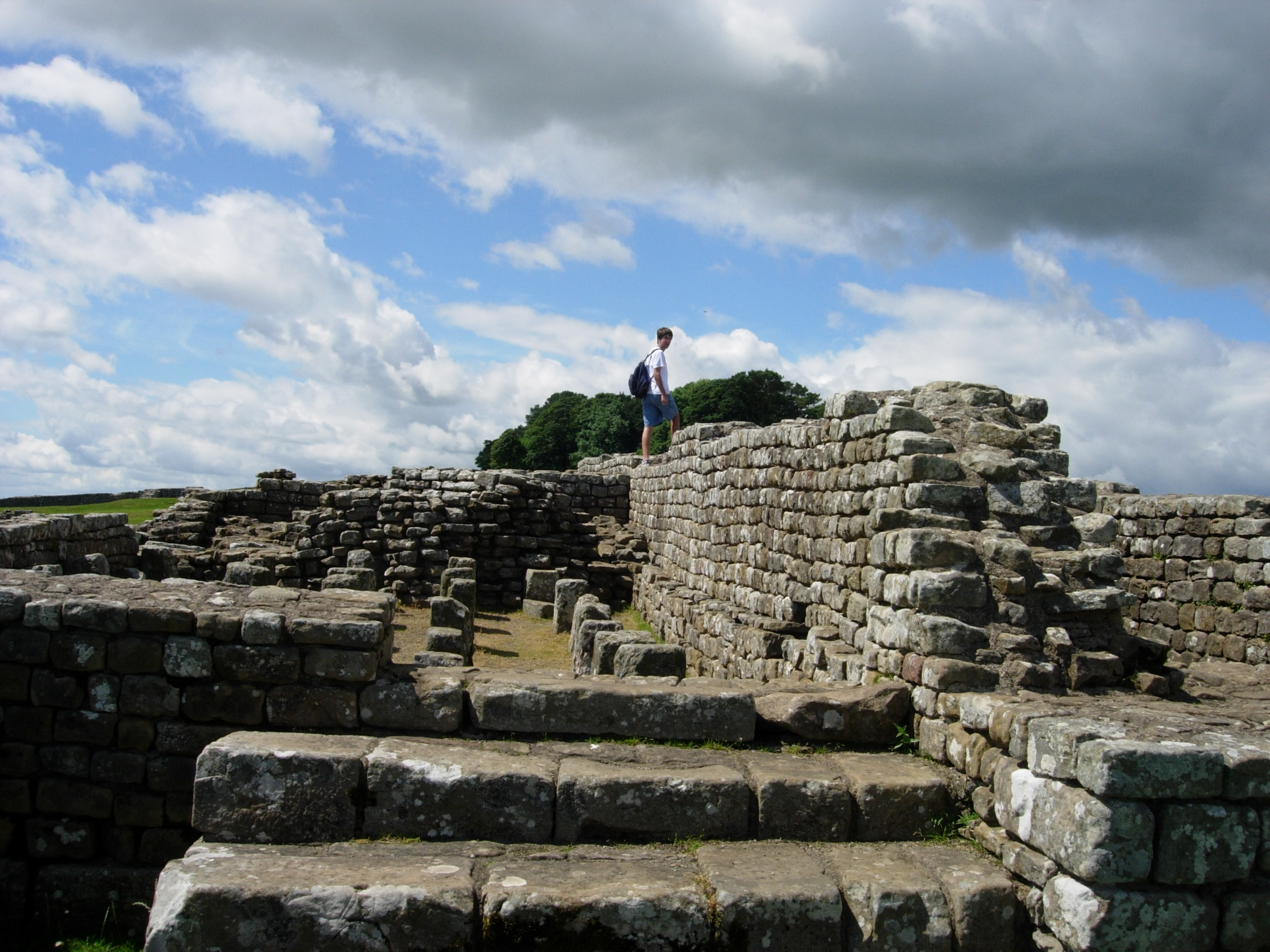
Os restos do forte em Housesteads.
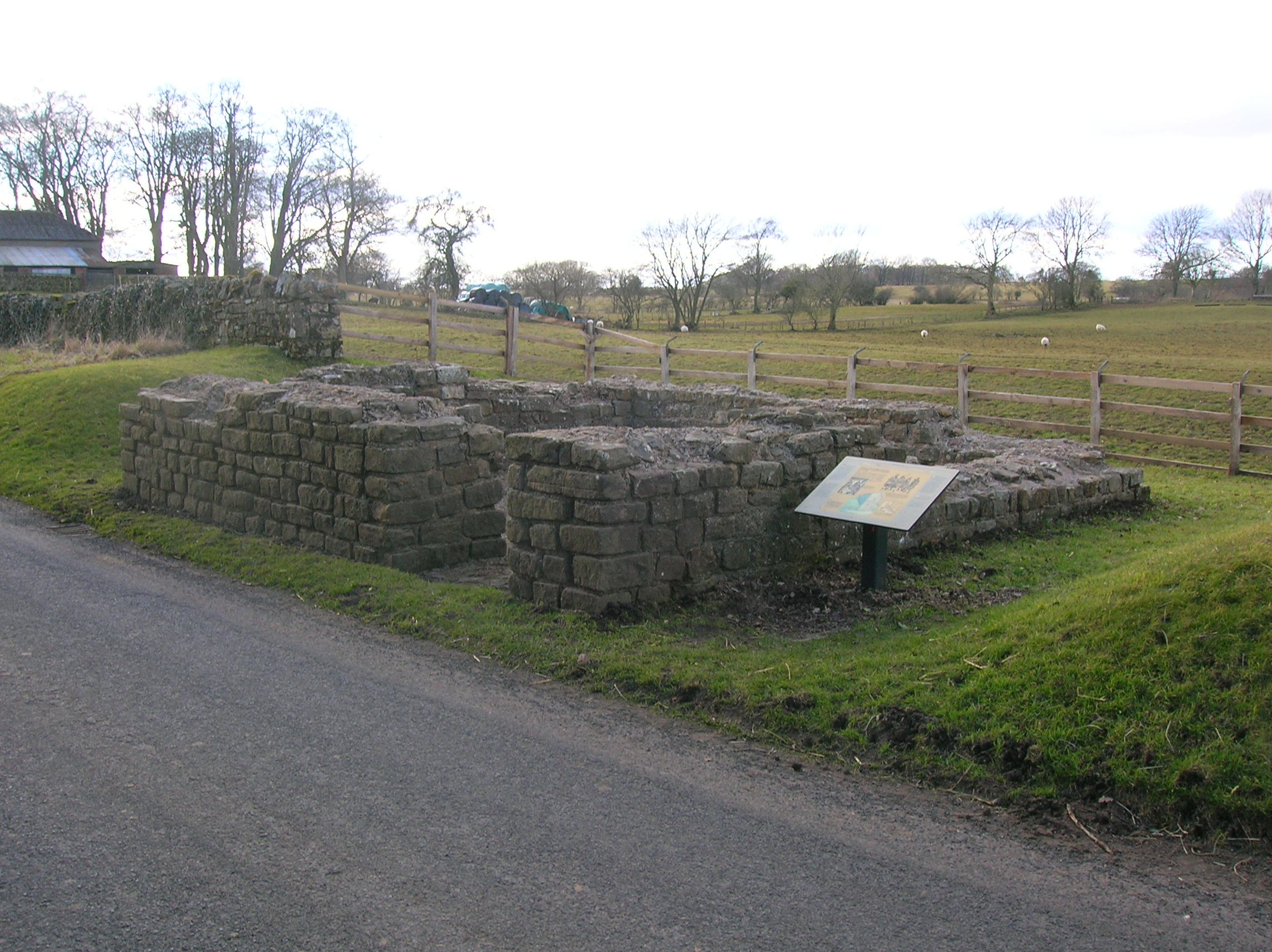
Leahill 51B é um típico exemplo de várias torres construídas na muralha.
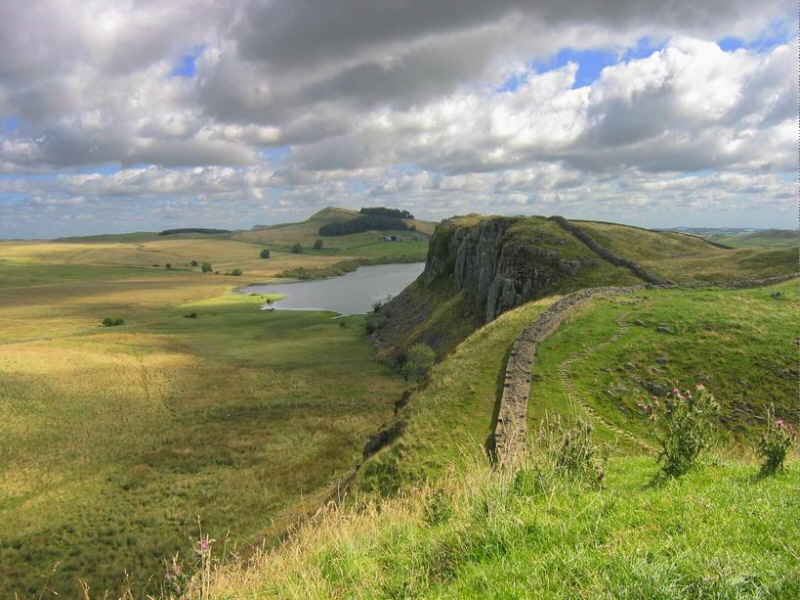
Muralha de Adriano voltada para o leste em direção a Crag Lough.
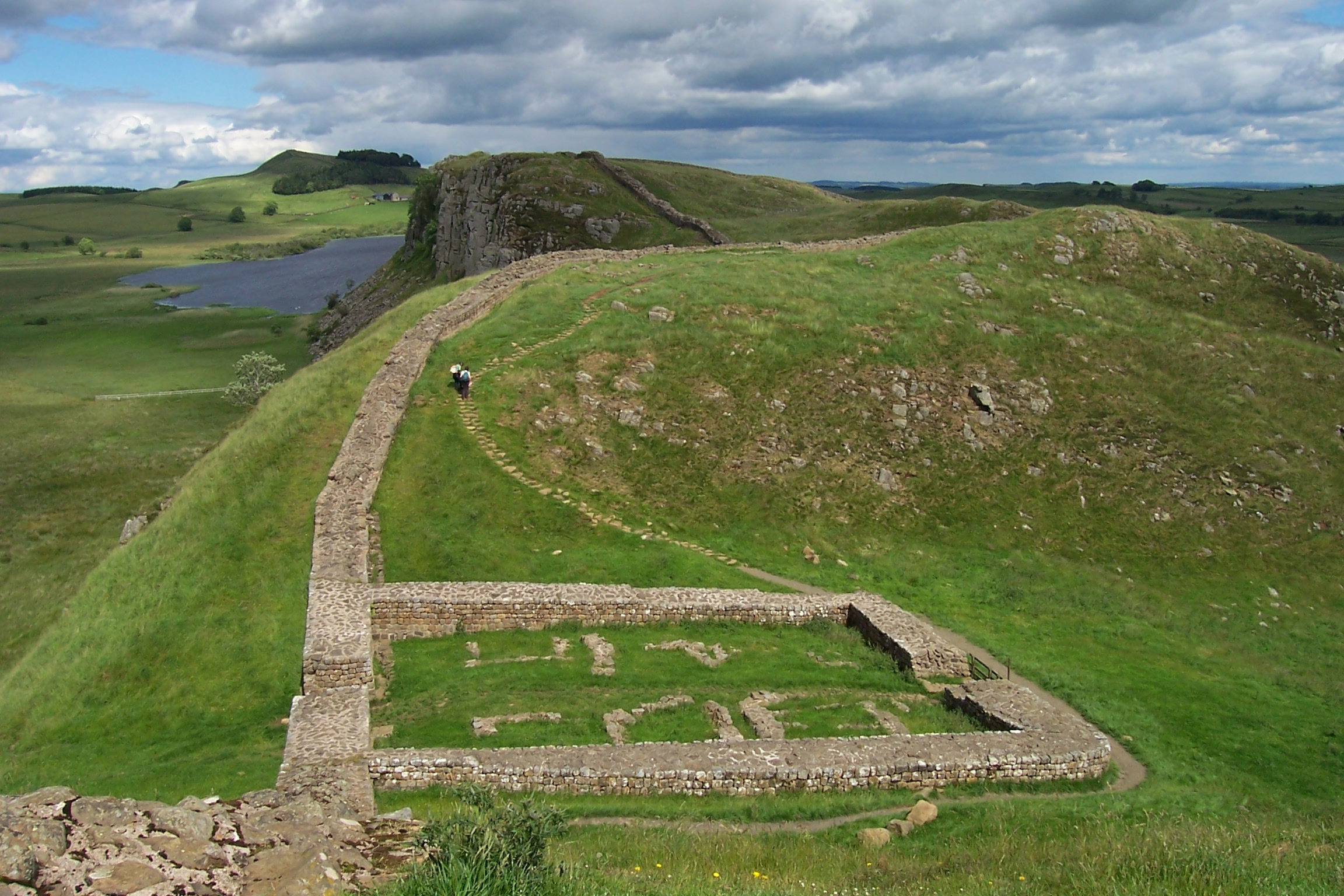
Os restos de Castle Nick, Milecastle 39, perto de Steel Rigg, entre Housesteads e o Once Brewed (Visitor Centre for the Northumberland National Park).